# Херм
Херм (енгл. Herm) је најмање острво из групе Каналских острва које је отворено за посетиоце. Аутомобили су забрањени, као и на осталим околним острвима. За разлику од острва Сарк, бицикли су такође забрањени, осим за локално становништво, које сме користити и тракторе. 
Острво је дуго око 1 km а широко око 2 km са укупном површином од око 2 km². Северни део острва прекривен је пешчаним плажама док је јужни део брдовит. Привреда је заснована на туризму као и на продаји сопствених поштанских марака. На острву нема пореза.
На Херму живи 60 становника (2002).